# Molophilus flavexemptus
Molophilus flavexemptus är en tvåvingeart som beskrevs av Alexander 1968. Molophilus flavexemptus ingår i släktet Molophilus och familjen småharkrankar. Inga underarter finns listade i Catalogue of Life.